# Corydoras similis
Corydoras similis är en fiskart som beskrevs av Hieronimus, 1991. Corydoras similis ingår i släktet Corydoras och familjen Callichthyidae. Inga underarter finns listade i Catalogue of Life.